# Синхронне плавання на Чемпіонаті Європи з водних видів спорту 2021 — комбінація, довільна програма
Змагання з синхронного плавання в комбінації довільній програмі груп на Чемпіонаті Європи з водних видів спорту 2021 відбулися 13 травня.

## Результат[1]
| Місце | Країна   |         |
| Місце | Країна   | Очки    |
| ----- | -------- | ------- |
| 1     | Україна  | 94,700  |
| 2     | Греція   | 89,1000 |
| 3     | Білорусь | 86,0667 |
| 4     | Угорщина | 78,7667 |